# Joseph Morvan
Joseph Morvan (Moustoir-Ac, 3 de desembre de 1924 - Colpo, 26 de juliol de 1999) va ser un ciclista bretó que fou professional entre 1949 i 1963. Era anomenat La Locomotive de Colpo.
Durant la seva carrera professional aconseguí 91 victòries, entre les quals destaca una etapa al Tour de França de 1956.

## Palmarès
- 1949
  - 1r de la Manche-Océan
- 1950
  - 1r al Circuit de Cléguérec
  - 1r al Gran Premi d'Arzano
- 1951
  - 1r de la Manche-Océan
  - 1r del Circuit de les Muntanyes negres a Leuhan
  - 1r del Gran Premi dels Comerciants a Lorient
  - 1r del Gran Premi Saint-Yves a Plouay
- 1952
  - 1r del Circuit de Pontivy
- 1953
  - 1r del Circuit de les 2 Badies
- 1954
  - 1r del Gran Premi de Pléssala
  - Vencedor d'una etapa al Tour de l'Oest
  - Vencedor d'una etapa a la Merville-Lorient
- 1955
  - 1r de la Manche-Océan
  - 1r del Tour de Calvados i vencedor d'una etapa
- 1956
  - 1r de la París-Bourges
  - 1r de la Manche-Océan
  - 1r de la Rennes-Pontivy
  - 1r de la Lorient-Lanvellec
  - Vencedor d'una etapa al Tour de França
  - Vencedor d'una etapa al Tour de l'Oest
- 1957
  - 1r de la Manche-Océan
  - 1r de la Saint-Pol de Léon-Brest
  - 1r de l'Etoile de Léon
  - 1r al circuit del Blat d'Or a Gouesnou
  - Vencedor de 2 etapes al Tour de l'Oest
- 1958
  - 1r de la Manche-Océan
  - 1r de la Saint-Pol de Léon-Brest
- 1959
  - 1r del Tour de l'Oest
  - Vencedor d'una etapa del Tour del Sud-est
- 1960
  - 1r al Circuit de Cher
- 1961
  - 1r al Circuit de l'Aulne

### Resultats al Tour de França
- 1951. 49è de la classificació general
- 1953. 62è de la classificació general
- 1954. Abandona (4a etapa)
- 1956. 63è de la classificació general. Vencedor d'una etapa
- 1957. Abandona (9a etapa)
- 1958. 35è de la classificació general